# Lobobunaea angasana
Lobobunaea angasana är en fjärilsart som beskrevs av John Obadiah Westwood 1849. Lobobunaea angasana ingår i släktet Lobobunaea och familjen påfågelsspinnare. Inga underarter finns listade i Catalogue of Life.